# جانغدونغ
جانغدونغ (بالإنجليزية: Zhangdong)‏ هي منطقة سكنية تقع في الصين في أزمة التبت والصين. يقدر عدد سكانها بـ
- نسمة .